# Голяма художествена награда на провинция Северен Рейн-Вестфалия
„Голямата художествена награда на провинция Северен Рейн-Вестфалия“ (на немски: Großer Kunstpreis des Landes Nordrhein-Westfalen) е учредена през 1953 г. от правителството на провинция Северен Рейн-Вестфалия. Отличието се присъжда от 1953 до 1968 г. за „успешни и вече утвърдени постижения“ в областите архитектура, скулптура, литература, живопис и музика.
До 1963 г. наградата за всеки лауреат е в размер на 10 000 DM, а след това е увеличена на 25 000 DM.

## Носители на литературната награда (подбор)
- Щефан Андрес (1954)
- Готфрид Бен (1956)
- Хайнрих Бьол (1959)
- Фридрих Георг Юнгер (1960)
- Макс Фриш (1962)
- Ернст Майстер (1963)
- Паул Целан (1964)
- Херберт Айзенрайх (1965)
- Зигфрид Ленц (1966)
- Петер Хухел (1968)

След 1957 г. към Голямата художествена награда провинцията присъжда и поощрително отличие в размер на 7500 € за млади
творци.

## Носители на поощрителната награда (подбор)
- Дитер Велерсхоф (1962)
- Ролф Дитер Бринкман (1964)
- Николас Борн (1965)
- Гюнтер Валраф (1968)
- Томас Клинг (1989)
- Марсел Байер (1991)
- Барбара Кьолер (1997)